# Runkosziw
Runkosziw (ukr. Рункошів) – wieś na Ukrainie, w obwodzie chmielnickim, w rejonie kamienieckim. W 2001 liczyła 618 mieszkańców, wśród których 615 wskazało jako język ojczysty ukraiński, a 3 rosyjski.